# Ein Gauner & Gentleman
Ein Gauner & Gentleman (Originaltitel The Old Man & the Gun) ist eine Kriminalkomödie von David Lowery, die am 28. September 2018 in ausgewählte US-amerikanische und am 28. März 2019 in die deutschen Kinos kam. Der Film beruht auf einer wahren Begebenheit und basiert auf einem gleichnamigen Zeitungsartikel von David Grann im New Yorker aus dem Jahr 2003, in dem dieser von dem als Fluchtkünstler bekanntgewordenen Kriminellen  Forrest Tucker berichtet.

## Handlung
Dem in die Jahre gekommenen Bankräuber Forrest Tucker ist es in der Vergangenheit 16-mal gelungen, aus dem Gefängnis auszubrechen. Er hat immer noch nicht aufgehört, Banküberfälle zu begehen, die er mit zwei Kompagnons ausführt. Dabei benutzt er keine Maske und fällt durch seine Höflichkeit auf. Den Besitz einer Waffe deutet er oft nur an. Detective John Hunt findet in dem Fall neue Motivation für seine Arbeit. Er kommt auf die Spur Tuckers, aber als er in einem Restaurant persönlich auf ihn trifft, nimmt er ihn nicht fest. Tucker hat sich mit Jewel angefreundet, die ihm zunächst nicht glaubt, dass er Bankräuber ist. Als er schließlich festgenommen wird, hält sie zu ihm und besucht ihn im Gefängnis. Sie rät ihm, keinen weiteren Fluchtversuch zu unternehmen. Nach Verbüßung seiner Haft wohnt er mit Jewel auf ihrer Farm. Eines Tages sagt er ihr, dass er kurz weg müsse. Er ruft Hunt an, der ihn fragt, ob bei ihm alles in Ordnung sei. Tucker antwortet, dass dies gleich wieder der Fall sein werde, und begibt sich in eine Bank, um sie auszurauben. An diesem Tag raubt er vier Banken aus und wird verhaftet.

## Produktion

### Stab und biografischer Hintergrund
Regie führte David Lowery. Der Film basiert auf einem gleichnamigen Zeitungsartikel von David Grann im New Yorker aus dem Jahr 2003, den Lowery für sein Drehbuch verwendete. Darin berichtete Grann von dem als Fluchtkünstler bekanntgewordenen Kriminellen Forrest Tucker, der erstmals im Alter von 15 Jahren inhaftiert wurde und den Rest seines Lebens meist in Gefängnissen verbrachte. Tucker war es in seinem Leben gelungen, 18 Mal erfolgreich auszubrechen, weitere 12 Mal waren seine Ausbruchsversuche aufgeflogen. Einmal konnte er sogar von Alcatraz entkommen. Tucker starb ein Jahr nach der Veröffentlichung von Granns Artikel im Mai 2004 im Alter von 83 Jahren im Gefängnis Federal Correctional Institution, Fort Worth.

### Besetzung, Synchronisation und Dreharbeiten

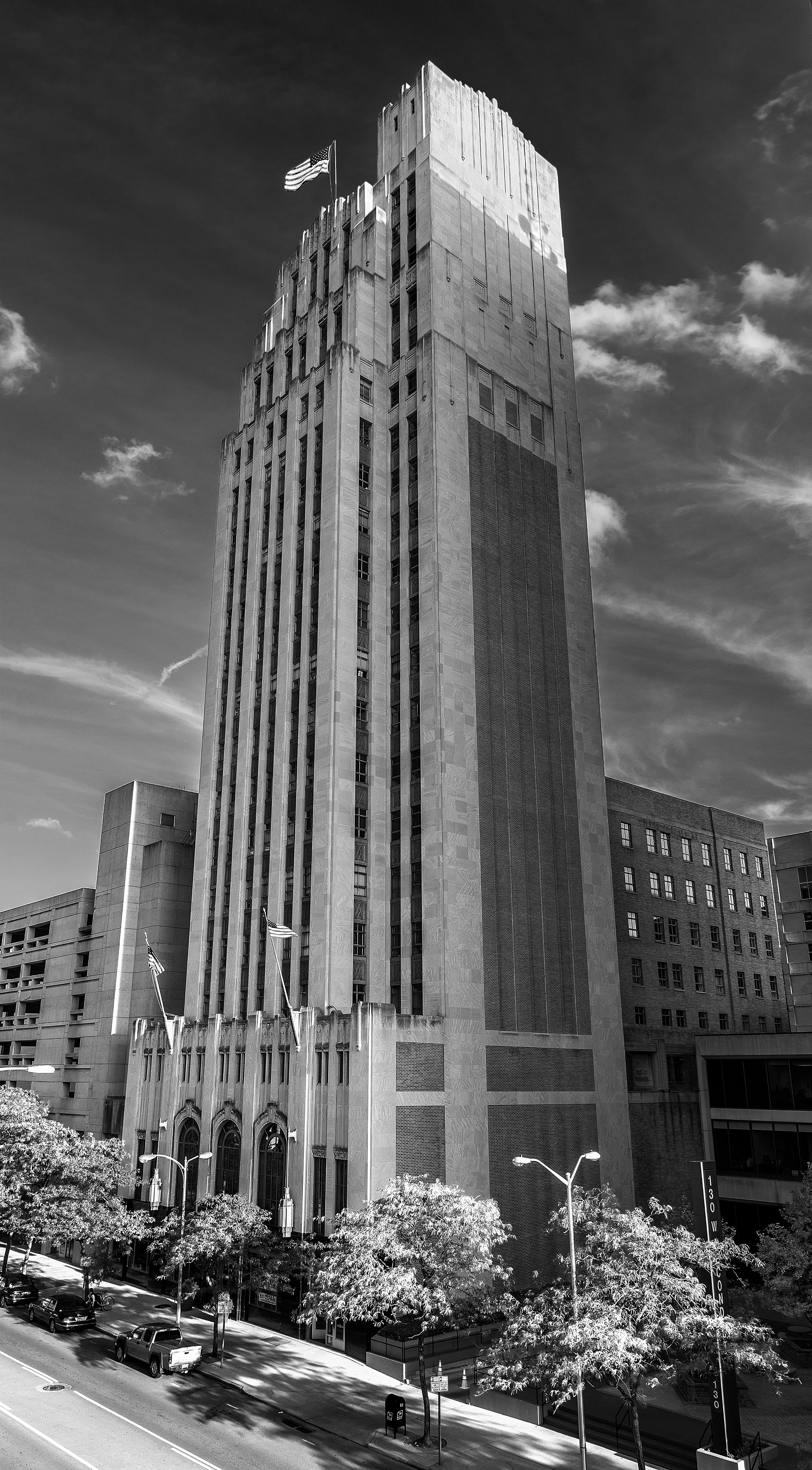
Einer der Drehorte: der Liberty Tower in Dayton und die Gebäude der Liberty Savings Bank

Im Film wird Forrest Tucker von Robert Redford verkörpert. Der Oscar-Preisträger sagte über seine Rolle: „Für mich war es wundervoll, die Figur an diesem Punkt in meinem Leben zu spielen.“ Im Sommer 2018 gab Redford aber auch bekannt, dass dies die letzte Filmrolle seiner Karriere sein werde. Casey Affleck spielt Detectiv John Hunt, der ihm auf den Fersen, jedoch gleichzeitig auch von Forrests Geschick fasziniert ist. Sissy Spacek spielt Jewel, eine Freundin von Tucker.
Die deutsche Synchronisation entstand nach der Dialogregie von Lutz Riedel im Auftrag der TaunusFilm Synchron GmbH, Berlin.
Die Dreharbeiten fanden in Ohio, Texas, Kentucky und Michigan statt. In Ohio drehte man in der Downtown von Hamilton, wo die Dreharbeiten Anfang April 2017 begonnen wurden, in Blue Ash, auf einem Highway und im Blue Jay Restaurant in Cincinnati, zudem dort im Mai 2017 in einer Bank in der Monmouth Street in Newport, an einer Tankstelle in Bethel und in Dayton, wo der Liberty Tower als Kulisse diente und im Mai 2017 in den Gebäuden der Liberty Savings Bank in der West Second Street. In Texas drehte man in Fort Worth, so unter anderem an der Worthington Bank und den Bank Stockyards und in den Leonard Subway Tunnels. In Texas drehte man zudem Gefängnisszenen in der Tarrant County Belknap Jail Facility in Fort Worth, wo Forrest Tucker zuletzt inhaftiert war und im Mai 2004 starb, weitere Gefängnisszenen in Jackson. Im Juni 2017 endeten die Dreharbeiten. Als Kameramann fungierte Joe Anderson.

### Filmmusik und Veröffentlichung
Die Filmmusik komponierte Daniel Hart, der bereits für Lowerys letzten Film A Ghost Story in dieser Funktion tätig war. Der Soundtrack zum Film, der insgesamt 22 Musikstücke enthält, darunter auch von The Kinks, Scott Walker und Jackson C. Frank, wurde am 5. Oktober 2018 von Varese Sarabande veröffentlicht.
Fox Searchlight sicherte sich die Vertriebsrechte für Nordamerika und das Vereinigte Königreich. Im Juni 2018 veröffentlichte Fox Searchlight einen ersten Trailer. Der Film feierte am 31. August beim Telluride Film Festival seine Weltpremiere und am 10. September 2018 beim Toronto International Film Festival seine internationale Premiere. Ebenfalls im September 2018 wurde er auf der Filmkunstmesse Leipzig gezeigt, kurz danach beim Zurich Film Festival. Am 28. September 2018 kam er in ausgewählte US-amerikanische Kinos und am 28. März 2019 in die deutschen Kinos.

## Rezeption

### Altersfreigabe
In den USA wurde der Film von der MPAA als PG-13 eingestuft. In Deutschland ist der Film FSK 6.

### Kritiken

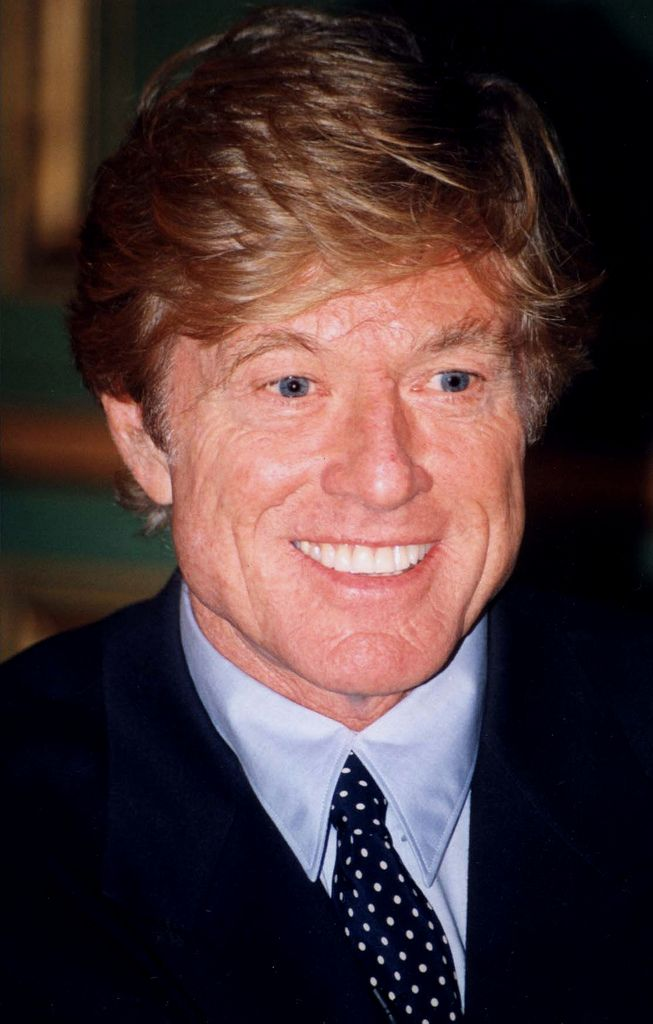
Robert Redford spielt im Film den als Fluchtkünstler bekanntgewordenen Kriminellen Forrest Tucker

Der Film stieß bislang auf die Zustimmung von 93 Prozent der Kritiker bei Rotten Tomatoes und erreichte hierbei eine durchschnittliche Bewertung von 7,6 der möglichen 10 Punkte.
Christoph Petersen von Filmstarts meint, es sei ein klassischer, entwaffnender, unwiderstehlicher Charme, den Robert Redford hier mit einer unerhörten Leichtigkeit auf die Leinwand schmeiße und der den ganzen Film notfalls auch allein tragen würde. Neben dem grandiosen Hauptdarsteller lieferten auch Regisseur David Lowery und seine Co-Stars Casey Affleck und Sissy Spacek großartige Leistungen ab. Weiter merkt Petersen an, The Old Man And The Gun würde glatt als Film aus dem Jahr 1981 durchgehen, wenn das Alter der Schauspieler ihn nicht verraten würde und resümiert: „Ein sich wunderbar ergänzendes Doppel aus Protagonisten und Inszenierung.“
Gerhard Midding von epd Film schreibt, zu der Anmutung von Intimität trage bei, dass Lowery den Film auf 16 mm gedreht hat. Dieses Format falle aus der Zeit, und die Grobkörnigkeit der Bilder verbinde sich zart mit den Altersflecken auf den Händen seiner Protagonisten. Der Kontrastreichtum des Films, bei dem das Dunkel weich und warm wirkt, konzentriere den Blick auf die Gesichter, so Midding weiter.
In einer Kritik von SWR2 heißt es, die Geschichte sei an diesem Film das Nebensächlichste, denn dieser sei das perfekte Beispiel für das, was man in Amerika „Star-Vehikel“ nennt: „Ein ganz unverstellter Anlass, um einen ungemein beliebten Schauspieler wie Redford möglichst problemlos in Szene zu setzen, und ihm viel Gelegenheit zu geben, einfach im Bild zu sein, und sich von seinen besten Seiten zu zeigen.“ Weiter heißt es in der Kritik, was Robert Redford und die von ihm gespielte Filmfigur auszeichne, sei etwas Vergessenes, dennoch sehr Zeitloses, das nichts mit Old-School zu tun hat und Verhalten von Gestern: „Eleganz und Lässigkeit. Es ist die Freude am Handwerk, die auch diesen Film selbst auszeichnet, der tatsächlich so wirkt wie jenes elegante Kino aus den 60er oder 70er Jahren, als Redfords Karriere begann.“ Filme wie diese würden heute nicht mehr gemacht, weil sich die Welt und Hollywood verändert hätten.

### Auszeichnungen
Alliance of Women Film Journalists Awards 2019
- Nominierung für den EDA Special Mention Award (Sissy Spacek)

Golden Globe Awards 2019
- Nominierung als Bester Hauptdarsteller – Komödie oder Musical (Robert Redford)[27]

London Film Festival 2018
- Nominierung als Bester Film im offiziellen Wettbewerb (David Lowery)[28]

National Board of Review Awards 2018
- Aufnahme in die Top 10 Independent Films[29]

Satellite Awards 2018
- Nominierung als Bester Filmschauspieler (Robert Redford)[30]

Toronto International Film Festival 2018
- Nominierung in der Kategorie Special Presentations (David Lowery)